# 72 Batmanspor
72 Batmanspor ist ein türkischer Fußballverein aus der Stadt Batman.

## Geschichte
72 Batmanspor wurde 1986 gegründet und hieß vor seiner Umbenennung noch Batman Belediyespor. Als bisher größter Erfolg des Vereins gilt die Teilnahme an der TFF 1. Lig, in der man zwei Saisons spielte. Anschließend stieg der Verein wieder in die TFF 2. Lig ab. In der Saison 2005/06 stieg 72 Batmanspor in die TFF 3. Lig ab. In der Saison 2009/10 änderte der Verein seinen Namen in den heutigen Namen 72 Batmanspor um. Die Talfahrt ging mit dem Abstieg in die Bölgesel Amatör Lig in der Saison 2010/11 weiter.
Es gab Überlegungen, 72 Batmanspor mit dem erfolgreicheren Verein Batman Petrolspor zu vereinen, dieser Gedanke wurde später jedoch verworfen.